# Brendan Allen
Brendan Cody Allen (Beaufort, Carolina del Sur; 28 de diciembre de 1995) es un artista marcial mixto estadounidense que actualmente compite en la división de peso mediano de Ultimate Fighting Championship (UFC). Desde el 25 de febrero de 2025, está en la posición #11 del ranking de peso mediano de UFC.

## Primeros años
Nació de Michelle Allen y James Allen de Luisiana. Tiene un hermano mayor, James Jr. Brendan comenzó a entrenar en jiu-jitsu brasileño cuando tenía 13 años después de ver una clase de jiu-jitsu con su hermano. En la escuela secundaria comenzó a competir en Misisipi después de haber tenido algún entrenamiento en lucha libre y boxeo. Estudió en la Universidad del Sudeste de Luisiana, donde se especializó en justicia penal. Más tarde se unió a la Academia Gladiator de Clementi para entrenar en artes marciales mixtas. Tras ganar el Campeonato de Peso Medio Amateur de la IMMAF 2015, pasó a competir en las MMA profesionales.

## Carrera de artes marciales mixtas

### Inicios
Comenzó su carrera profesional de MMA en 2015 y luchó bajo varias promociones en el sur. Fue el campeón de peso medio de Legacy Fighting Alliance dos veces, derrotando a Tim Hiley y Moses Murrietta en LFA 50 y LFA 61, respectivamente.

### Dana White's Tuesday Night Contender Series
Apareció en el Dana White's Contender Series 20 el 16 de julio de 2019 enfrentándose a Aaron Jeffery. Ganó el combate por sumisión en el primer asalto. Con esta victoria, obtuvo un contrato con la UFC.

### Ultimate Fighting Championship

#### 2019
Se esperaba que Allen enfrentara a Eric Spicely el 18 de octubre de 2019, en UFC on ESPN 6. Sin embargo, Spicely se vio obligado a retirarse del evento por razones no reveladas y fue reemplazado por Kevin Holland. Ganó la pelea por sumisión en el segundo asalto.

#### 2020
Allen enfrentó a Tom Breese el 29 de febrero de 2020, en UFC Fight Night 169. Ganó la pelea por TKO en el primer asalto.
Se esperaba que Allen enfrentara a Ian Heinisch el 27 de junio de 2020, en UFC on ESPN 12. Sin embargo, Heinisch se retiró de la pelea a mediados de junio por una lesión y fue reemplazado por Kyle Daukaus. Ganó la pelea por decisión unánime.
Se esperaba que Allen enfrentara a Ian Heinisch el 7 de noviembre de 2020, en UFC on ESPN 17. El día del evento, UFC anunció que la pelea había sido cancelada de nuevo debido a que Heinisch dio positivo por COVID-19.
Allen enfrentó a Sean Strickland el 14 de noviembre de 2020, en UFC Fight Night 182. Perdió la pelea por TKO en el segundo asalto.

#### 2021
Allen enfrentó a Karl Roberson el 24 de abril de 2021, en UFC 261. Ganó la pelea por sumisión en el primer asalto.
Allen enfrentó a Punahele Soriano el 24 de julio de 2021, en UFC on ESPN 27. Ganó la pelea por decisión unánime.
Se esperaba que Allen enfrentara a Brad Tavares el 4 de diciembre de 2021, en UFC on ESPN 31. Sin embargo, Tavares se retiró de la pelea a mediados de noviembre y fue reemplazado por Roman Dolidze. A su vez, Dolidze se vio obligado a retirarse de la pelea debido a complicaciones en su recuperación del COVID-19 y fue reemplazado por Chris Curtis. Perdió la pelea por TKO en el segundo asalto.

#### 2022
Allen enfrentó a Sam Alvey el 5 de febrero de 2022, en UFC Fight Night 200. Ganó la pelea por sumisión en el segundo asalto.
Allen enfrentó a Jacob Malkoun el 11 de junio de 2022, en UFC 275. Ganó la pelea por decisión unánime.
Allen enfrentó a Krzysztof Jotko el 1 de octubre de 2022, en UFC Fight Night 211. Ganó la pelea por sumisión en el primer asalto. Esta victoria lo hizo merecedor de su primer premio de Actuación de la Noche.

#### 2023
Allen enfrentó a André Muniz el 25 de febrero de 2023, en UFC Fight Night 220. Ganó la pelea por sumisión en el tercer asalto. Esta victoria lo hizo merecedor de su segundo premio de Actuación de la Noche.
Se esperaba que Allen enfrentara a Jack Hermansson el 3 de junio de 2023, en UFC on ESPN 46. Sin embargo, Hermansson se retiró de la pelea a finales de abril por una lesión no revelada y la pelea fue cancelada.
Allen enfrentó a Bruno Silva el 24 de junio de 2023, en UFC on ABC 5. Ganó la pelea por sumisión en el primer asalto.
Allen enfrentó a Paul Craig el 19 de noviembre de 2023, en UFC Fight Night 232. Ganó la pelea por sumisión en el tercer asalto. Esta victoria lo hizo merecedor de su tercer premio de Actuación de la Noche.

#### 2024
Allen estaba programado para enfrentar a Marvin Vettori el 6 de abril de 2024, en UFC Fight Night 240. Sin embargo, el 14 de marzo, se anunció que Vettori se había retirado de la pelea por razones no reveladas y fue reemplazado por Chris Curtis. Ganó la pelea por decisión dividida.
Allen enfrentó a Nassourdine Imavov el 28 de septiembre de 2024, en UFC Fight Night 243. Perdió la pelea por una cerrada decisión unánime.

#### 2025
Allen está programado para enfrentar a Anthony Hernandez en una revancha el 22 de febrero de 2025, en UFC Fight Night 252.

## Vida personal
Allen y esposa Suzette tiene una hija, Brenleigh, nacida en 2019.

## Campeonatos y logros
- Ultimate Fighting Championship
  - Actuación de la Noche (Tres veces) vs. Krzysztof Jotko, André Muniz y Paul Craig[40][59][50]
  - Segunda mayor cantidad de sumisiones en la historia de la división de peso mediano de UFC (6)[60]
  - Empatado (con Charles Oliveira) por la tercera racha más larga de sumisiones en la historia de UFC (4)[61]
  - Empatado (con Charles Oliveira y Renato Moicano) por la tercera mayor cantidad de rear-naked chokes en la historia de UFC (6)[62]
  - Empatado (con Francis Carmont y Sean Strickland) por la séptima racha de victorias más larga en la historia de la división de peso mediano de UFC (6)
  - Empatado (con Francis Ngannou) por el sexto porcentaje de finalización más alto en la historia de UFC (85.71%: 12 victorias / 2 derrotas)

- Legacy Fighting Alliance
  - Campeonato de Peso Mediano de la LFA (Una vez)[6]
    - Una defensa titular exitosa[7]

- Federación Internacional de Artes Marciales Mixtas (IMMAF)
  - Campeón Amateur de Peso Mediano de la IMMAF de 2015[63]

## Récord en artes marciales mixtas
| Récord profesional | Récord profesional | Récord profesional |
| 31 peleas          | 24 victorias       | 7 derrotas         |
| ------------------ | ------------------ | ------------------ |
| Nocaut             | 5                  | 2                  |
| Sumisión           | 14                 | 1                  |
| Decisión           | 5                  | 4                  |

| Resultado | Récord | Oponente           | Método                      | Evento                                     | Fecha                    | Ronda | Tiempo | Localización           | Notas                                              |
| --------- | ------ | ------------------ | --------------------------- | ------------------------------------------ | ------------------------ | ----- | ------ | ---------------------- | -------------------------------------------------- |
| Derrota   | 24–7   | Anthony Hernandez  | Decisión (unánime)          | UFC Fight Night: Cejudo vs. Song           | 22 de febrero de 2025    | 3     | 5:00   | Seattle, Washington    |                                                    |
| Derrota   | 24–6   | Nassourdine Imavov | Decisión (unánime)          | UFC Fight Night: Moicano vs. Saint Denis   | 28 de septiembre de 2024 | 3     | 5:00   | París                  |                                                    |
| Victoria  | 24–5   | Chris Curtis       | Decisión (dividida)         | UFC Fight Night: Allen vs. Curtis 2        | 6 de abril de 2024       | 5     | 5:00   | Las Vegas, Nevada      |                                                    |
| Victoria  | 23–5   | Paul Craig         | Sumisión (rear-naked choke) | UFC Fight Night: Allen vs. Craig           | 18 de noviembre de 2023  | 3     | 0:38   | Las Vegas, Nevada      | Actuación de la Noche                              |
| Victoria  | 22–5   | Bruno Silva        | Sumisión (rear-naked choke) | UFC on ABC: Emmett vs. Topuria             | 24 de junio de 2023      | 1     | 4:39   | Jacksonville, Florida  |                                                    |
| Victoria  | 21–5   | André Muniz        | Sumisión (rear-naked choke) | UFC Fight Night: Muniz vs. Allen           | 25 de febrero de 2023    | 3     | 4:25   | Las Vegas, Nevada      | Actuación de la Noche.                             |
| Victoria  | 20–5   | Krzysztof Jotko    | Sumisión (rear-naked choke) | UFC Fight Night: Dern vs. Yan              | 1 de octubre de 2022     | 1     | 4:17   | Las Vegas, Nevada      | Actuación de la Noche.                             |
| Victoria  | 19–5   | Jacob Malkoun      | Decisión (unánime)          | UFC 275                                    | 11 de junio de 2022      | 3     | 5:00   | Kallang                | Regreso a peso mediano.                            |
| Victoria  | 18–5   | Sam Alvey          | Sumisión (rear-naked choke) | UFC Fight Night: Hermansson vs. Strickland | 5 de febrero de 2022     | 2     | 2:10   | Las Vegas, Nevada      | Debut en peso semipesado.                          |
| Derrota   | 17–5   | Chris Curtis       | TKO (golpes y rodillazos)   | UFC on ESPN: Font vs. Aldo                 | 4 de diciembre de 2021   | 2     | 1:58   | Las Vegas, Nevada      |                                                    |
| Victoria  | 17–4   | Punahele Soriano   | Decisión (unánime)          | UFC on ESPN: Sandhagen vs. Dillashaw       | 24 de julio de 2021      | 3     | 5:00   | Las Vegas, Nevada      |                                                    |
| Victoria  | 16–4   | Karl Roberson      | Sumisión (ankle lock)       | UFC 261                                    | 24 de abril de 2021      | 1     | 4:55   | Jacksonville, Florida  |                                                    |
| Derrota   | 15–4   | Sean Strickland    | TKO (golpes)                | UFC Fight Night: Felder vs. dos Anjos      | 14 de noviembre de 2020  | 2     | 1:32   | Las Vegas, Nevada      | Pelea en peso pactado (195 lbs).                   |
| Victoria  | 15–3   | Kyle Daukaus       | Decisión (unánime)          | UFC on ESPN: Poirier vs. Hooker            | 27 de junio de 2020      | 3     | 5:00   | Las Vegas, Nevada      |                                                    |
| Victoria  | 14–3   | Tom Breese         | TKO (codazos y golpes)      | UFC Fight Night: Benavidez vs. Figueiredo  | 29 de febrero de 2020    | 1     | 4:47   | Norfolk, Virginia      |                                                    |
| Victoria  | 13–3   | Kevin Holland      | Sumisión (rear-naked choke) | UFC on ESPN: Reyes vs. Weidman             | 18 de octubre de 2019    | 2     | 2:38   | Boston, Massachusetts  |                                                    |
| Victoria  | 12–3   | Aaron Jeffery      | Sumisión (rear-naked choke) | Dana White's Contender Series 20           | 16 de julio de 2019      | 1     | 3:23   | Las Vegas, Nevada      |                                                    |
| Victoria  | 11–3   | Moses Murrietta    | Decisión (unánime)          | LFA 61                                     | 22 de febrero de 2019    | 5     | 5:00   | Prior Lake, Minnesota  | Defendió el Campeonato de Peso Mediano de LFA.     |
| Victoria  | 10–3   | Tim Hiley          | Sumisión (rear-naked choke) | LFA 50                                     | 21 de septiembre de 2018 | 3     | 3:16   | Prior Lake, Minnesota  | Ganó el Campeonato Vacante de Peso Mediano de LFA. |
| Victoria  | 9–3    | Larry Crowe        | TKO (golpes)                | LFA 43                                     | 22 de junio de 2018      | 1     | 2:06   | Beaumont, Texas        |                                                    |
| Derrota   | 8–3    | Anthony Hernandez  | Decisión (unánime)          | LFA 32                                     | 26 de enero de 2018      | 5     | 5:00   | Lake Charles, Luisiana | Por el Campeonato Vacante de Peso Mediano de LFA.  |
| Victoria  | 8–2    | Chris Harris       | Sumisión (triangle choke)   | LFA 18                                     | 4 de agosto de 2017      | 5     | 5:00   | Shawnee, Oklahoma      |                                                    |
| Derrota   | 7–2    | Eryk Anders        | Decisión (unánime)          | LFA 14                                     | 23 de junio de 2017      | 5     | 5:00   | Houston, Texas         | Por el Campeonato Vacante de Peso Mediano de LFA.  |
| Victoria  | 7–1    | Jon Kirk           | TKO (golpes)                | LFA 3                                      | 10 de febrero de 2017    | 1     | 2:46   | Lake Charles, Luisiana |                                                    |
| Victoria  | 6–1    | Sidney Wheeler     | Sumisión (keylock)          | Valor Fights 3                             | 2 de diciembre de 2016   | 2     | 0:29   | Knoxville, Tennessee   | Ganó el Campeonato de Peso Mediano de FV.          |
| Victoria  | 5–1    | Matt Jones         | Sumisión (rear-naked choke) | MCFP 2                                     | 23 de septiembre de 2016 | 1     | 3:34   | Avondale, Luisiana     |                                                    |
| Victoria  | 4–1    | Clovis Hancock     | Sumisión (rear-naked choke) | Legacy FC 58                               | 22 de julio de 2016      | 2     | 1:54   | Lake Charles, Luisiana |                                                    |
| Victoria  | 3–1    | Charlie Rader      | Sumisión (rear-naked choke) | WFC 52                                     | 14 de mayo de 2016       | 1     | 3:26   | Baton Rouge, Luisiana  |                                                    |
| Derrota   | 2–1    | Trevin Giles       | Sumisión (rear-naked choke) | Legacy FC 52                               | 25 de marzo de 2016      | 2     | 1:47   | Lake Charles, Luisiana |                                                    |
| Victoria  | 2–0    | Kory Moegenburg    | TKO (golpes)                | WFC 46                                     | 9 de enero de 2016       | 1     | 4:03   | Baton Rouge, Luisiana  | Debut en peso mediano.                             |
| Victoria  | 1–0    | Zebulon Stroud     | TKO (golpes)                | WFC 42                                     | 22 de agosto de 2015     | 1     | 4:40   | Baton Rouge, Luisiana  | Debut en peso wélter.                              |